# Палома (птах)

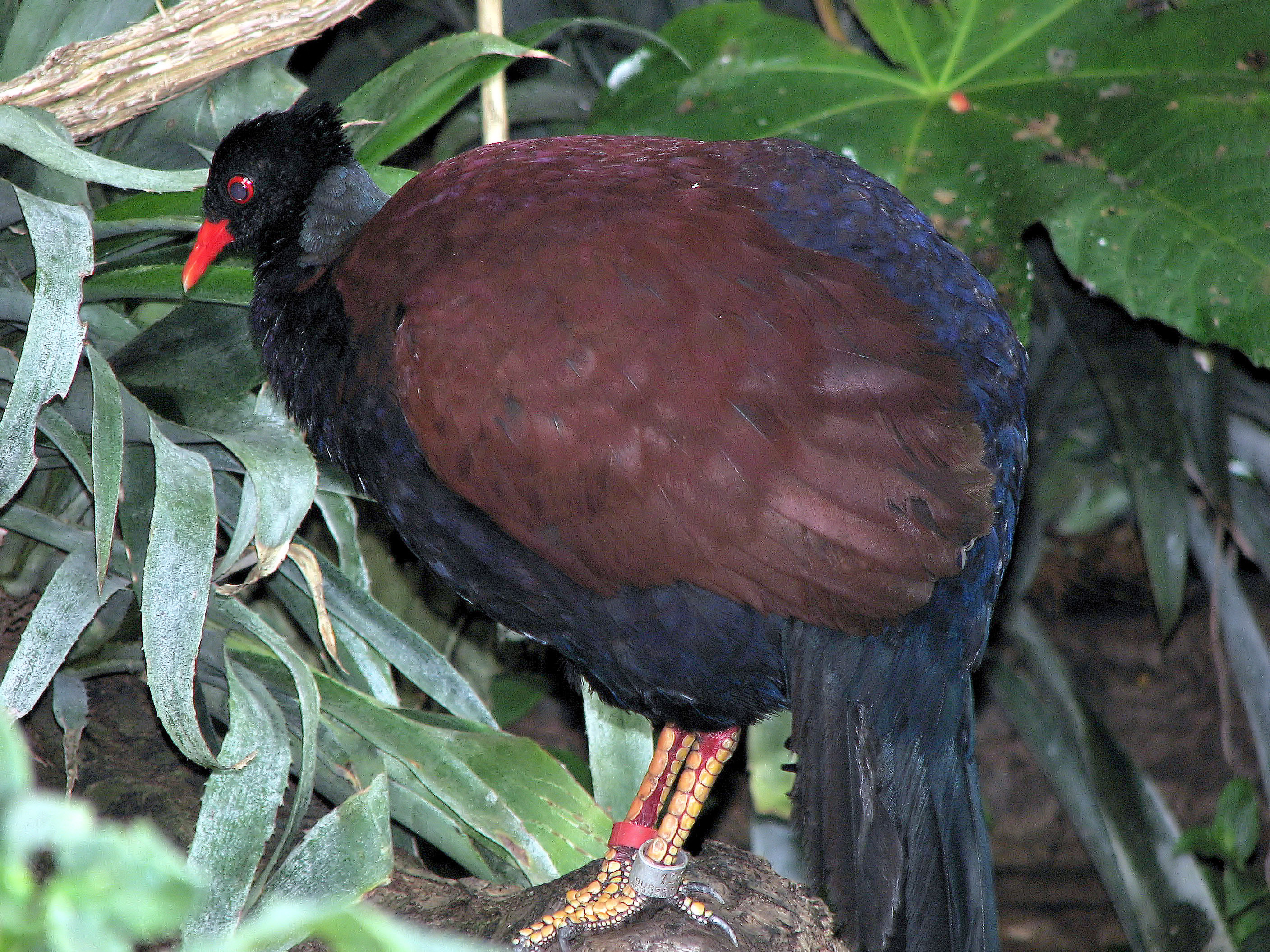
O. n. nobilis

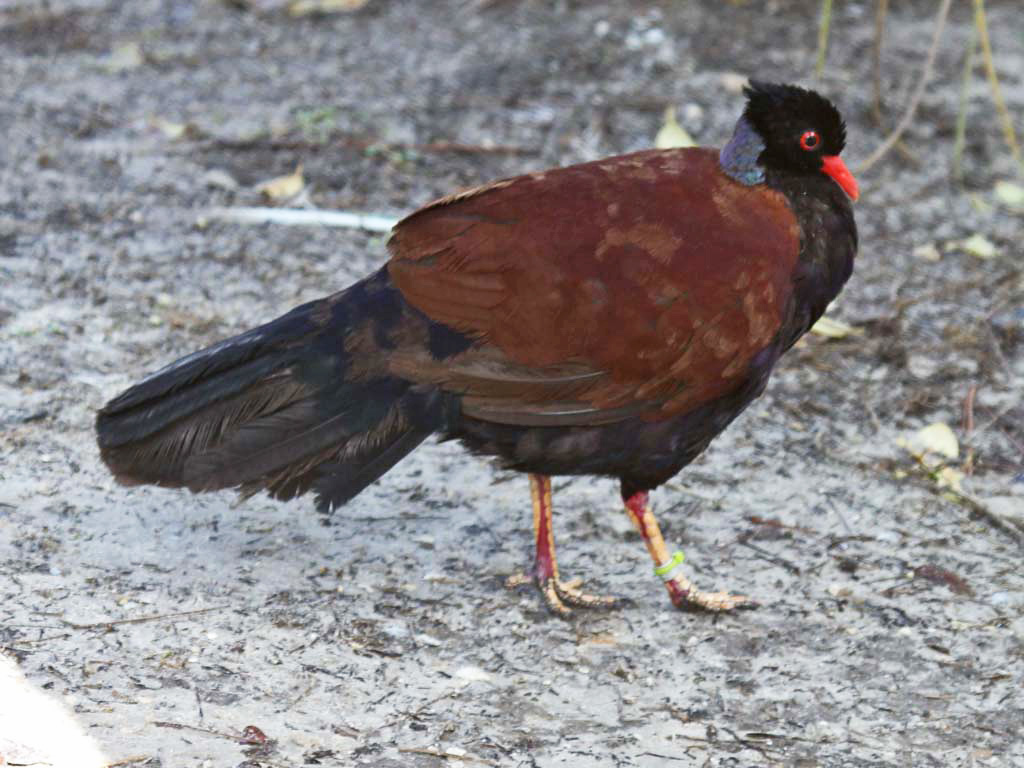
O. n. cervicalis in a zoo

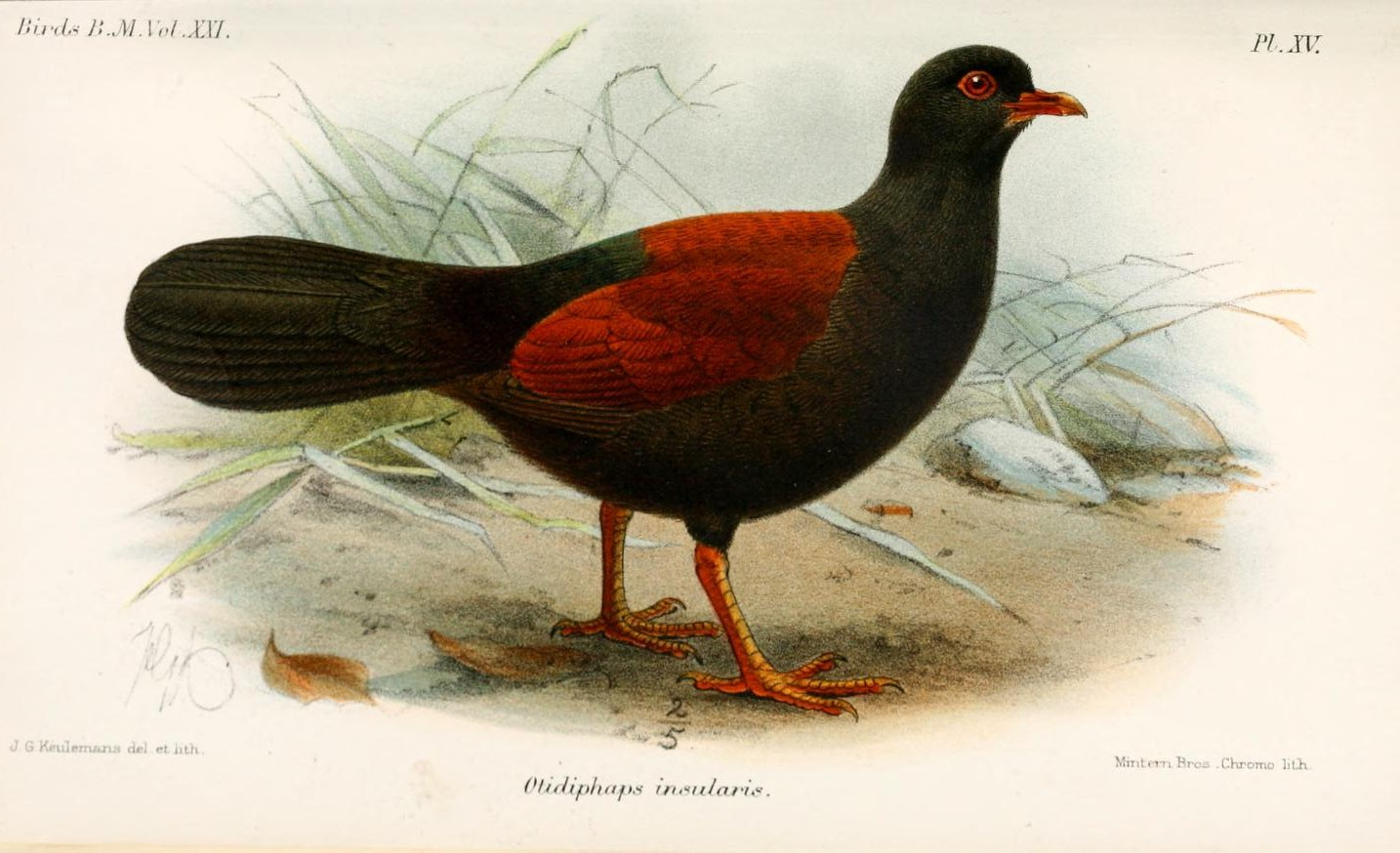
O. n. insularis

Палома (Otidiphaps nobilis) — єдиний вид роду палома (Otidiphaps) підродини паломних (Otidiphabinae) родини голубових.

## Поширення
Поширення: Індонезія, Папуа Нова Гвінея. Це наземний птах, знайдений в первинних лісах о. Нова Гвінея і прилеглих островах. Живе в першу чергу в горбистих і нижніх гірських районах (до 1600 метрів над рівнем моря), але також може бути знайдений в низовинах.

## Поведінка
Це дуже потайливий вид, що харчується насінням, опалими фруктами, комахами і їх личинками. Гніздиться на землі під деревами і чагарниками, висиджуючи єдине яйце кремово-білого кольору близько 4 тижнів. Молоді птахи оперяются за 28 — 30 днів. Це наземний вид, але забирається для сну на низьке гілля. Польоти дуже рідкісні.

## Морфологія
Зовнішністю й поведінкою нагадують фазанів. Голова однак за формою як у голуба. Це великий птах довжиною до 50 см й вагою приблизно 500 гр. Забарвлення темне, верх і боки темно-цеглястого кольору. Дзьоб і очі червоні.

## Підвиди
Є чотири підвиди, які відрізняються в основному наявністю або відсутністю невеликого гребеня й кольором потилиці. Два найбільш відомі підвиди із західної частини ареалу O. n. nobilis із зеленуватою потилицею і O. n. aruensis з островів Ару з білою потилицею. Решта два підвиди O. n. cervicalis зі східної частини ареалу і O. n. insularis з острова Фергюссон, мають сіру потилицю і чорну потилицю (монотонні з чорною рештою шиї) відповідно.